# Faghus
Et faghus er et gammelt traditionelt dansk fiskeredskab, der primært bruges i Vadehavet.
Fiskeriet foregår ved at man stiller sig en i en pril (strømrende) og på enten stigende eller faldende vand afventer, at fiskene selv svømmer ind i nettet. Nettet løftes med jævne mellemrum for at se, om der er fangst.
Der kan fanges mange forskellige arter under faghusfiskeri, men de primære er fladfisk (rødspætter og skrubber), men hornfisk, multer, havørreder og laks er også fanget i faghus.
Nettets udseende kan variere. Der findes flere forskellige typer af faghus.
- Et trekantet net, hvor man står udenfor rammen
- Et trekantet net, hvor man står indefor rammen
- Enkelt 'pind', med tværpind monteret forneden. Lidt som et stort rejenet.